# Bhumika Chawla
Bhumika Chawla (geboren Rachna Chawla; New Delhi, 21 augustus 1978) is een Indiaas actrice die voornamelijk in Telugu,-  Tamil,- en Hinditalige films speelt.

## Biografie
Chawla startte haar acteercarrière in 1999 met de televisieseries Hip Hip Hurray en Star Best Sellers - Fursat Mein. Ze maakte haar filmdebuut in de Tollywood filmindustrie met Yuvakudu (2000). Dat volgde met haar debuut in de Tamil filmindustrie met Badri (2001). Na een aantal kritisch en commercieel succesvolle films in Zuid-India, speelde Chawla in haar eerste Bollywood-film, Tere Naam (2003). Het was een kritische succesfactor en haar optreden in de film leverde haar vele positieve berichten op, evenals verschillende nominaties voor Beste Debuut bij verschillende prijsuitreikingen.
Haar opmerkelijke optredens zijn onder meer optredens in films zoals Kushi (2001), Okkadu, Missamma (2003), Sillunu Oru Kaadhal (2006), Gandhi, My Father, Anasuya (2007), Buddy (2013), MS Dhoni: The Untold Story (2016), MCA (2017) en U Turn (2018).

## Filmografie

### Films
| Jaar | Film                         | Rol                             | Taal           | Opmerking                    |
| ---- | ---------------------------- | ------------------------------- | -------------- | ---------------------------- |
| 2000 | Yuvakudu                     | Sindhu                          | Telugu         |                              |
| 2001 | Badri                        | Janaki                          | Tamil          |                              |
| 2001 | Kushi                        | Madhumitha/ Khushi              | Telugu         |                              |
| 2001 | Snehamante Idera             | Yuvrani Padmini                 | Telugu         |                              |
| 2002 | Roja Kootam                  | Mano                            | Tamil          |                              |
| 2002 | Vasu                         | Divya                           | Telugu         |                              |
| 2003 | Okkadu                       | Swapna Reddy                    | Telugu         |                              |
| 2003 | Missamma                     | Meghana                         | Telugu         |                              |
| 2003 | Simhadri                     | Indu                            | Telugu         |                              |
| 2003 | Tere Naam                    | Nirjara Bharadwaj               | Hindi          |                              |
| 2003 | Aadanthe Ado Type            | Surya's geliefde                | Telugu         | gastoptreden                 |
| 2004 | Run                          | Jhanvi Choudhry                 | Hindi          |                              |
| 2004 | Samba                        | Nandu                           | Telugu         |                              |
| 2004 | Naa Autograph                | Divya                           | Telugu         |                              |
| 2004 | Dil Ne Jise Apna Kahaa       | Dhani                           | Hindi          |                              |
| 2005 | Silsiilay                    | Zia Rao                         | Hindi          |                              |
| 2005 | Dil Jo Bhi Kahey...          | Dr. Gayarti Pandey              | Hindi          |                              |
| 2005 | Jai Chiranjeeva              | Neelima                         | Telugu         |                              |
| 2006 | Sillunu Oru Kaadhal          | Ishwarya                        | Tamil          |                              |
| 2006 | Family                       | Dr. Kavita                      | Hindi          |                              |
| 2006 | Mayabazaar                   | Anupama                         | Telugu         |                              |
| 2007 | Gandhi, My Father            | Gulab Gandhi                    | Hindi          |                              |
| 2007 | Sathyabhama                  | Sathyabhama                     | Telugu         |                              |
| 2007 | Gangotri                     | Gangotri J. Singh               | Bhojpuri       |                              |
| 2007 | Anasuya                      | Anasuya                         | Telugu         |                              |
| 2008 | Swagatam                     | Vidhya KK                       | Telugu         |                              |
| 2008 | Mallepuvvu                   | Malleshwari Kanneganti          | Telugu         |                              |
| 2008 | Yaariyan                     | Simran                          | Punjabi        |                              |
| 2009 | Bhramaram                    | Jaya                            | Malayalam      |                              |
| 2009 | Naa Style Veru               | Parvati                         | Telugu         |                              |
| 2009 | Amaravathi                   | Amaravathi                      | Telugu         |                              |
| 2010 | Yagam                        | Nandini                         | Telugu         |                              |
| 2010 | Thakita Thakita              | Vishali                         | Telugu         | gastoptreden, ook producent  |
| 2010 | Collector Gari Bharya        | Indira Gautam                   | Telugu         |                              |
| 2012 | Godfather                    |                                 | Kannada        | in nummer "Aalapane Mellane" |
| 2013 | Buddy                        | Padma                           | Malayalam      |                              |
| 2013 | Chithirayil Nilachoru        | Geestelijk gehandicapte persoon | Tamil          | gastoptreden                 |
| 2014 | Laddu Babu                   | Madhuri                         | Telugu         |                              |
| 2014 | April Fool                   | Swapna                          | Telugu         |                              |
| 2015 | Luv U Alia                   | Bhoomi                          | Kannada        |                              |
| 2016 | M.S. Dhoni: The Untold Story | Jayanti Gupta                   | Hindi          |                              |
| 2017 | Middle Class Abbayi          | Jyothi                          | Telugu         |                              |
| 2017 | Kalavaadiya Pozhuthugal      | Jayanthi                        | Tamil          |                              |
| 2018 | U Turn                       | Maya                            | Tamil / Telugu |                              |
| 2018 | Savyasachi                   | Siri                            | Telugu         |                              |
| 2019 | Khamoshi                     | Mevr. Desai                     | Hindi          |                              |
| 2019 | Kolaiyuthir Kaalam           | Mevr. Anand                     | Tamil          |                              |
| 2019 | Ruler                        | Niranjana Prasad                | Telugu         |                              |
| 2021 | Idhe Maa Katha               | Lakshmi                         | Telugu         |                              |
| 2021 | Paagal                       | moeder van Prem                 | Telugu         | gastoptreden                 |
| 2021 | Seetimaarr                   | Bhumi                           | Telugu         |                              |
| 2022 | Sita Ramam                   | Mrunalini Sharma                | Telugu         |                              |
| 2023 | Kisi Ka Bhai Kisi Ki Jaan    | Mevr. Gundamaneni               | Hindi          |                              |
| 2024 | Brother                      | Anandhi                         | Tamil          |                              |
| 2024 | Naam                         | Dr. Pooja                       | Hindi          |                              |
| 2025 | School                       | Anbarasi                        | Tamil          |                              |

### Webseries
| Jaar | Serie | Rol         | Taal  | Platform |
| ---- | ----- | ----------- | ----- | -------- |
| 2019 | Bhram | Ankita Paul | Hindi | ZEE5     |